# Klasea kotschyi
Klasea kotschyi là một loài thực vật có hoa trong họ Cúc. Loài này được (Boiss.) Greuter & Wagenitz mô tả khoa học đầu tiên năm 2003.